# Hyperchiria flavus
Hyperchiria flavus är en fjärilsart som beskrevs av Conte 1906. Hyperchiria flavus ingår i släktet Hyperchiria och familjen påfågelsspinnare. Inga underarter finns listade i Catalogue of Life.